# Gudele (gmina Dziewieniszki)
Gudele (lit. Gudeliai) − wieś na Litwie, w okręgu wileńskim, w rejonie solecznickim, w gminie Dziewieniszki, zamieszkana przez 6 ludzi, 7 km na wschód od Dziewieniszek.

## Historia
Gudele występują w dokumentach z 1422 roku jako własność Wojciecha Moniwida herbu Leliwa, który przeznaczył część dochodów z tej wsi na budowę kaplicy w katedrze wileńskiej.
W czasach zaborów chutor szlachecki w gminie Dziewieniszki, w powiecie oszmiańskim, w guberni wileńskiej Imperium Rosyjskiego. W 1866 roku liczył 4 mieszkańców w 1 domu, pod koniec XIX wieku liczył 40 mieszkańców.
W latach 1921–1945 wieś leżała w Polsce, w województwie wileńskim, w powiecie oszmiańskim, w gminie Dziewieniszki.
W 1931 w 9 domach zamieszkiwało 49 osób.
Wierni należeli do parafii rzymskokatolickiej w Dziewieniszkach. Miejscowość podlegała pod Sąd Grodzki w Holszanach i Okręgowy w Wilnie; właściwy urząd pocztowy mieścił się w Dziewieniszkach.